# 柳貝季諾區

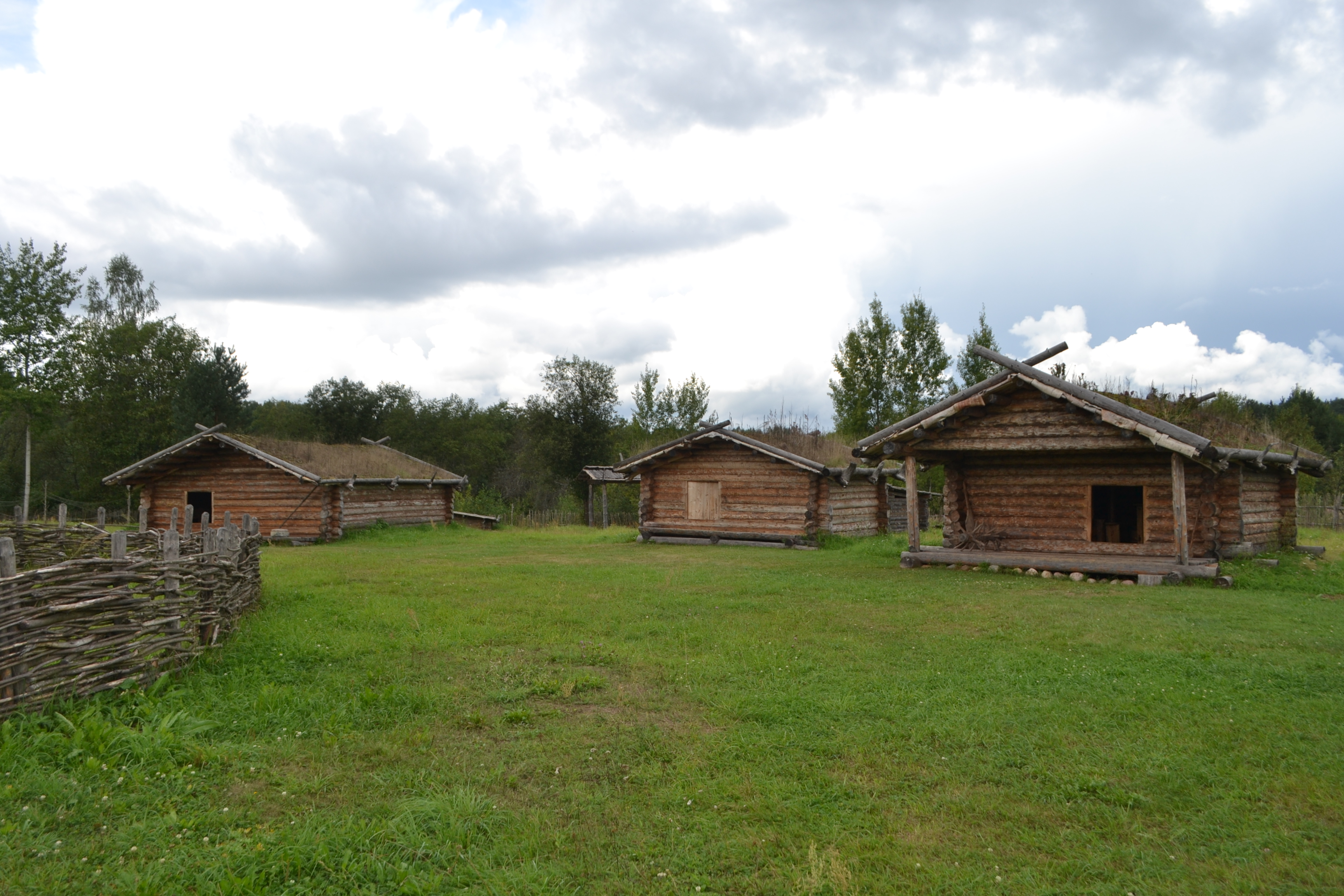

58°49′N 33°23′E / 58.817°N 33.383°E
柳貝季諾區（俄语：Любытинский район），是俄羅斯的一個區，位於該國西北部，由諾夫哥羅德州負責管轄，始建於1927年10月1日，面積4,500平方公里，2010年人口9,744，人口密度每平方公里2.17人。